# 狼牙脂鯉科
狼牙脂鯉科為輻鰭魚綱脂鯉目脂鯉亞目的其一科。

## 分類
本科下分1個亞科，1個屬，如下：

### 狼牙脂鯉亞科(Acestrorhynchinae)

#### 狼牙脂鯉屬（Acestrorhynchus）
- 短狼牙脂鯉（Acestrorhynchus abbreviatus）
- 多鱗狼牙脂鯉（Acestrorhynchus altus）
- 布氏狼牙脂鯉（Acestrorhynchus britskii）
- 鐮狀狼牙脂鯉（Acestrorhynchus falcatus）
- 鐮吻狼牙脂鯉（Acestrorhynchus falcirostris）
- 大眼狼牙脂鯉（Acestrorhynchus grandoculis）
- 異鱗狼牙脂鯉（Acestrorhynchus heterolepis）
- 巴西狼牙脂鯉(Acestrorhynchus isalineae)
- 湖沼狼牙脂鯉（Acestrorhynchus lacustris）
- 斑鰭狼牙脂鯉(Acestrorhynchus maculipinna)
- 小鱗狼牙脂鯉（Acestrorhynchus microlepis）
- 小狼牙脂鯉（Acestrorhynchus minimus）
- 大鼻狼牙脂鯉（Acestrorhynchus nasutus）
- 紫鰭狼牙脂鯉（Acestrorhynchus pantaneiro）